# Mladen Petrić
Mladen Petrić [ˈmladɛn ˈpɛːtritɕ] (* 1. Januar 1981 in Brčko, SFR Jugoslawien) ist ein ehemaliger kroatischer Fussballspieler, der auch die Schweizer Staatsangehörigkeit besitzt.
Der in der Schweiz aufgewachsene Stürmer spielte in der Super League für den Grasshopper Club Zürich sowie für den FC Basel und gewann mit ihnen insgesamt dreimal den Meistertitel, 2001 und 2003 mit den Zürchern sowie 2005 mit dem FC Basel. Mit den Baslern gewann er zudem den Schweizer Cup. Von 2007 bis 2012 lief er in der deutschen Bundesliga für Borussia Dortmund, mit der er den Final im deutschen Pokal erreichte, sowie für den Hamburger SV auf. Seine Karriere liess er in der englischen Premier League beim FC Fulham und bei West Ham United sowie in Griechenland bei Panathinaikos Athen ausklingen. Auf Nationalmannschaftsebene lief er zunächst für Schweizer Auswahlmannschaften auf und vertrat die Eidgenossen in den Altersklassen U17 und U21, bevor er sich für die kroatischen Auswahlteams entschied. Mit der A-Nationalmannschaft nahm er an der Europameisterschaft 2008 in Österreich und der Schweiz teil.

## Karriere

### Vereine

#### Anfänge in der Schweiz und Wechsel nach Zürich
Petrićs Karriere als Profi begann beim FC Baden, für den er bereits in der Jugend gespielt hatte. Zuvor hatte er in Neuenhof (AG) trainiert, wo er auch aufwuchs. Zur Saison 1999/2000 wechselte er zum Grasshopper Club Zürich. Kam Petrić in seiner ersten Spielzeit in der grössten Schweizer Stadt zu lediglich einem Einsatz, folgten in der darauffolgenden Saison mehr Einsätze, wobei er meist Einwechselspieler war, und am Ende der Spielzeit stand der Gewinn der Schweizer Meisterschaft. Auch in den folgenden zwei Spielzeiten war er nicht selten Einwechselspieler, und im Jahr 2003 gewann er mit dem Grasshopper Club Zürich wieder die Schweizer Meisterschaft, wobei er zum Titelgewinn 13 Tore beisteuerte. In die Stammelf spielte er sich in seinem fünften Jahr im Verein und schoss dabei sechs Tore.

#### Drei Jahre in Basel
Ab der Saison 2004/05 spielte Petrić beim FC Basel (FCB) und wurde auch hier 2005 Schweizer Meister. Dabei war er in seinem ersten Jahr am Rheinknie zunächst Stammspieler, war dann aber später fast ausschliesslich nicht mehr im Spieltagskader vertreten. Mit dem FCB erreichte er den Sechzehntelfinal im UEFA-Cup und schied dort gegen den OSC Lille aus. Der Schweizer Meistertitel konnte im zweiten Jahr nicht verteidigt werden, da der FC Basel am letzten Spieltag noch vom FC Zürich abgefangen wurde. Petrić war Stammspieler und schoss 14 Tore. Des Weiteren trug er mit drei Treffern zum Erreichen des Viertelfinals im UEFA-Cup bei, wo der FCB gegen den späteren Finalisten FC Middlesbrough ausschied. Im Mai 2007 gewann Petrić mit dem FC Basel in Bern den Schweizer Cup. Trotz einer langwierigen Knöchelverletzung gilt die Saison 2006/07 als die beste in seiner Karriere: Er wurde Schweizer Torschützenkönig mit 19 Treffern in 25 Ligaspielen und wurde zum besten Spieler der Saison gewählt. Zudem hielt er im UEFA-Cup-Spiel gegen AS Nancy beim Stand von 2:2 in der zweiten Minute der Nachspielzeit einen Elfmeter, als er nach einer roten Karte gegen Torhüter Franco Costanzo für die letzten Sekunden der Partie als Torhüter agierte. In diesem Wettbewerb schied der FC Basel nach der Gruppenphase aus.

#### Wechsel in die Bundesliga nach Dortmund
Zur Saison 2007/08 wechselte er in die deutsche Fussball-Bundesliga zu Borussia Dortmund (BVB); an der Ablösesumme partizipierte auch der Grasshopper Club Zürich, der sich bei Petrićs Wechsel nach Basel einen Anteil der Ablösesumme bei einem Weiterverkauf gesichert hatte. Es dauerte nicht lange, da erkämpfte Petrić sich auch im Ruhrgebiet einen Stammplatz als Mittelstürmer; er schoss in seinem ersten Jahr in der deutschen Eliteklasse 13 Tore. Der BVB hatte in den 1990er-Jahren zweimal die deutsche Meisterschaft sowie die UEFA Champions League gewonnen, doch nach der Fast-Insolvenz 2005 war der Verein ins Mittelmass gesunken. Petrić musste mit den Borussen zwischenzeitlich gegen den Abstieg spielen, doch zum Saisonende belegte Borussia Dortmund den 13. Platz. Besser verlief es im DFB-Pokal, wo der Final erreicht wurde. Dort war der FC Bayern München der Gegner, und im Endspiel lag der BVB bis in die Nachspielzeit mit 0:1 zurück, ehe Petrić der 1:1-Ausgleich gelang und somit seine Mannschaft in die Verlängerung schoss; Borussia Dortmund verlor mit 1:2.

#### Vier Jahre beim HSV
Unmittelbar zu Beginn der Saison 2008/09 wechselte Petrić innerhalb der Bundesliga zum Hamburger SV (HSV). Im Gegenzug wechselte Mohamed Zidan zum BVB. Sofort stieg er zum Stammspieler als Mittelstürmer auf, wobei er in seiner ersten Saison gegen Ende der Spielzeit auch wegen eines Muskelfaserrisses sowie einer Risswunde gefehlt hatte. Er spielte mit dem HSV in der Liga lange Zeit um den Gewinn der deutschen Meisterschaft mit, des Weiteren wurden sowohl die Halbfinals im DFB-Pokal wie im UEFA-Cup erreicht. Dabei erzielte er drei Treffer im nationalen Pokalwettbewerb sowie fünf Tore im UEFA-Cup. In allen drei Wettbewerben zog der Hamburger SV gegen den Erzrivalen Werder Bremen den Kürzeren, und gegen Saisonende musste der Verein sogar um die Teilnahme am internationalen Geschäft bangen, doch durch einen 3:2-Auswärtssieg am letzten Spieltag gegen Eintracht Frankfurt wurde die Teilnahme an der UEFA Europa League, dem Nachfolgewettbewerb des UEFA-Cups, sichergestellt. Petrić erzielte in seiner ersten Saison in der norddeutschen Millionenmetropole zwölf Saisontore. In der zweiten Spielzeit in Hamburg schied er mit dem HSV in der zweiten Runde des DFB-Pokals nach Penaltyschiessen gegen den Drittligisten VfL Osnabrück aus, wobei er im Spiel an der Bremer Brücke in der regulären Spielzeit den 1:2-Anschlusstreffer erzielte. Des Weiteren erreichte er mit dem Hamburger SV – auch dank seinen fünf Toren (darunter ein Tor per Fallrückzieher im Viertelfinalrückspiel gegen Standard Lüttich) – den Halbfinal in der UEFA Europa League, wo er gegen den FC Fulham ausschied. Dabei gelang ihm im Rückspiel im Craven Cottage mit einem Freistoss die zwischenzeitliche 1:0-Führung für die Norddeutschen – sein sechstes Tor im laufenden Wettbewerb. In der Bundesliga beendete der HSV die Hinrunde nach zwischenzeitlicher Tabellenführung als Fünfter, zum Saisonende wurde mit dem siebten Tabellenplatz die erneute Qualifikation für den internationalen Wettbewerb verpasst. Bis heute – 30. Juni 2023 – ist das Halbfinalrückspiel gegen den FC Fulham das letzte Europacupspiel des Hamburger SV. Im Punktspielbetrieb konnten acht Tore von Petrić nichts am Verpassen der Europacupteilnahme ändern.
Beim 6:2-Sieg gegen den 1. FC Köln erzielte er erstmals drei Tore in einem Bundesligaspiel. Insgesamt schoss er in der Saison 2010/11 elf Saisontore, allerdings wurde erneut die Teilnahme am europäischen Wettbewerb verpasst. Die Spielzeit 2011/12 war sein viertes Jahr in der Hansestadt, und hier kämpfte er mit dem HSV gegen den Abstieg aus der Bundesliga. Die Hamburger schafften am vorletzten Spieltag den Klassenerhalt, und zum Saisonende wurde der 15. Tabellenplatz belegt. Der zum Ende der Spielzeit auslaufende Vertrag mit Petrić wurde vom Hamburger SV nicht verlängert. Er habe in seiner Zeit beim HSV «hervorragende Leistungen gebracht» und «viele Tore» geschossen, so Sportdirektor Frank Arnesen. Allerdings wolle der Verein in Zukunft «verstärkt auf junge Spieler setzen» und die «Gehaltsstrukturen verschlanken». Am 33. Spieltag wurde er nach seinem letzten Heimspiel verabschiedet.

#### Karriereausklang in England und Griechenland

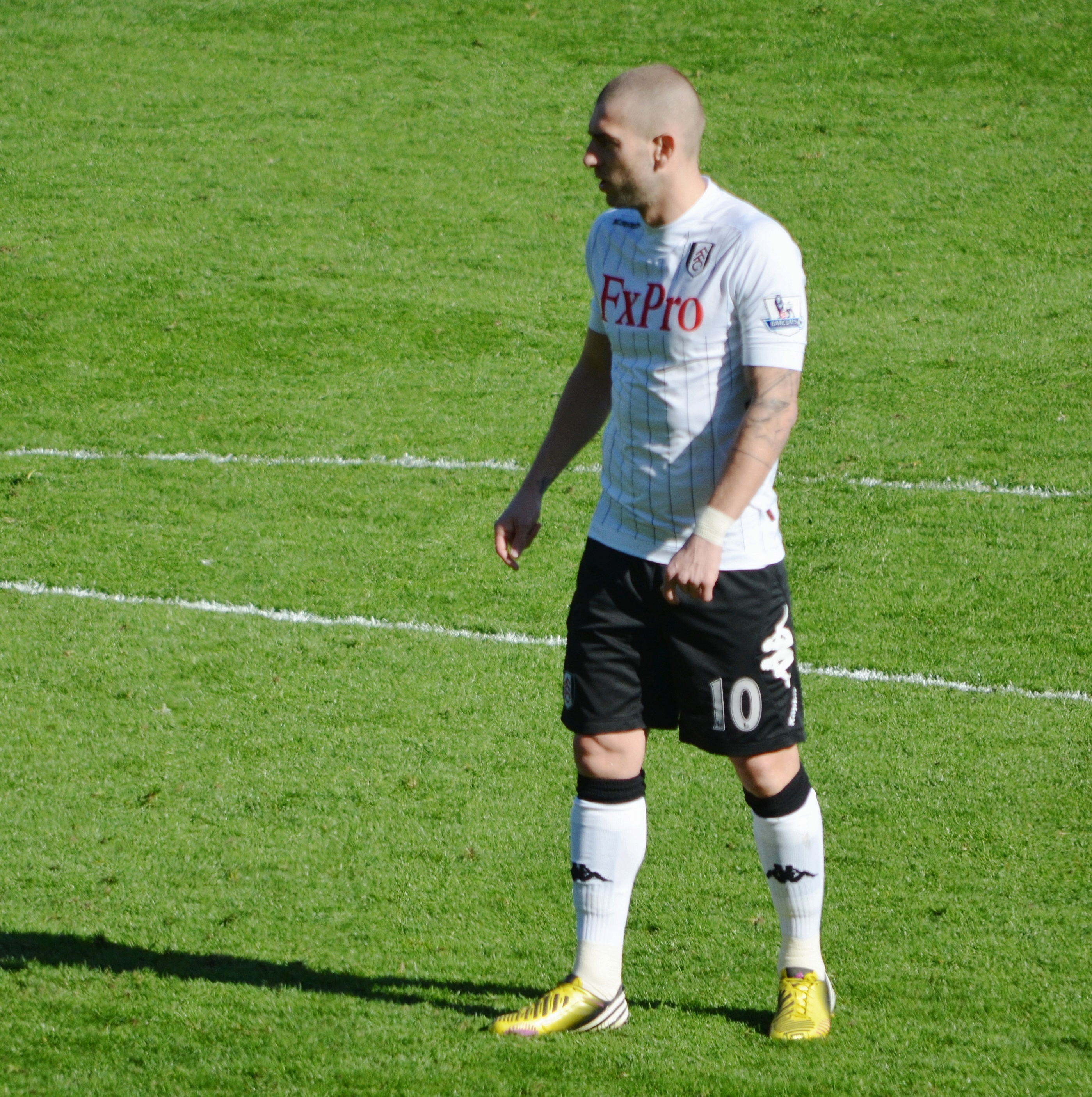
Petrić beim FC Fulham (2013)

Zur Saison 2012/13 verpflichtete der englische Erstligist FC Fulham Petrić mit einer Vertragslaufzeit über ein Jahr. Er arbeitete dort mit Trainer Martin Jol, der ihn zuvor schon ein Jahr lang in Hamburg trainiert hatte. Sein Debüt in der Premier League gab er am 18. August 2012 (1. Spieltag). Mit zwei Treffern trug er zum 5:0-Heimsieg gegen Norwich City bei. Er schoss insgesamt fünf Tore in 23 Premier-League-Spielen, wobei er zumeist Einwechselspieler war. Mit seinem Verein bewegte er sich über die gesamte Spielzeit im Mittelfeld der Tabelle und belegte schliesslich den 12. Platz. Er verlängerte seinen auslaufenden Vertrag auf eigenen Wunsch nicht.
Am 10. September 2013 unterschrieb Petrić bei West Ham United einen Vertrag bis zum Saisonende. Da er dort lediglich drei Kurzeinsätze bestritt und so nicht für eine WM-Nominierung auf sich aufmerksam machen konnte, wurde der Vertrag am 30. Dezember 2013 aufgelöst.
Am 9. Januar 2014 wurde Petrić vom griechischen Verein Panathinaikos Athen, bei dem zu dieser Zeit auch sein ehemaliger Hamburger Teamkollege Marcus Berg unter Vertrag stand, bis zum 30. Juni 2015 verpflichtet. Für Panathinaikos erzielte er am 22. Februar 2015 das entscheidende Tor im Spiel gegen Olympiakos Piräus, nach dessen Ende der nationale Fussballverband den Spielbetrieb der griechischen Liga wegen der massiven Zuschauer-Ausschreitungen auf unbestimmte Zeit absagte. Zum Ende der Saison 2015/16 gab er sein Karriereende bekannt.

### Nationalmannschaft
Petrić war für die Schweizer und die kroatische U-21-Auswahl aktiv und nahm für Kroatien an der U-21-Europameisterschaft 2004 in Deutschland teil.
Sein erstes Länderspiel für die kroatische Nationalmannschaft bestritt er im November 2001. Zur engeren Auswahl gehörte er erst, nachdem Slaven Bilić im Sommer 2006 Nationaltrainer geworden war. Mit sieben Treffern war er einer der besten Torschützen während der Qualifikationsrunde zur Fussball-Europameisterschaft 2008. Er schoss unter anderem das entscheidende Tor zum 3:2 gegen England, was dazu führte, dass sich das englische Team nicht für die Endrunde qualifizierte.
Im März 2013 wurde er zum letzten Mal für das Kader der kroatischen Nationalmannschaft nominiert.

## Titel und Erfolge
Titel
- Schweizer Meister: 2001, 2003, 2005
- Schweizer-Cup-Sieger: 2007
- Uhren-Cup-Sieger: 2006
- DFB-Pokal-Finalist: 2008
- Griechischer Cupsieger: 2014

Auszeichnungen
- Schweizer Torschützenkönig Super League: 2007

## Soziales Engagement
Petrić engagiert sich für World Vision Deutschland, beispielsweise als Pate für ein Kind aus Bolivien oder durch Aktionen wie die Versteigerung seiner Fussballschuhe.

## Sonstiges
Petrić ist mit einer Griechin verheiratet und Vater einer Tochter.
2018 wurde er TV-Experte bei Teleclub (heute blue+, Sparte blue Sport).
Seit der Saison 2019/20 ist er TV-Experte beim Pay-TV-Sender Sky. Dort analysiert er im Wechsel mit Erik Meijer und René Adler die Spiele der Premier League.